# Спонгано
Спонгано, Спонґано (італ. Spongano, сиц. Spunganu) — муніципалітет в Італії, у регіоні Апулія, провінція Лечче.
Спонгано розташоване на відстані близько 540 км на південний схід від Рима, 180 км на південний схід від Барі, 45 км на південний схід від Лечче.
Населення — 3740 осіб (2014).
Щорічний фестиваль відбувається 23 грудня. Покровителька — свята Вікторія.

## Демографія
Населення за роками:

Станом на 1 січня 2023 року в муніципалітеті офіційно проживали 194 іноземці з 15 країн, серед них 47 громадян країн Євросоюзу та 2 громадяни України.

## Сусідні муніципалітети
- Андрано
- Дізо
- Ортелле
- Поджардо
- Сурано